# Alexandre-Ferdinand Godefroy
 (janvier 2016).
Alexandre Ferdinand Godefroy, né à Saint-Aubin-Routot le 6 novembre 1853 et mort à Nice le 11 mars 1933, est un coiffeur et un inventeur français, pionnier de la coiffure moderne, notamment pour son invention du sèche-cheveux.
Dans ses mémoires il se définit comme un « coiffeur inventeur ». C'est également un grand voyageur et inventeur dans de multiples domaines. Il est inhumé aux États-Unis, à Saint-Louis, dans le Missouri.

## Biographie

### Enfance et étude
Issu d’une famille de cultivateurs, Alexandre Ferdinand Godefroy, fut placé en 1864, à l’âge de 12 ans en apprentissage chez un barbier. À 14 ans, au Havre, il se plaça lui-même comme ouvrier coiffeur, puis à 16 ans, toujours comme coiffeur, à Rouen. En 1869, il part travailler à Jersey comme ouvrier accompli, et l’année suivante à Londres.

### Carrière

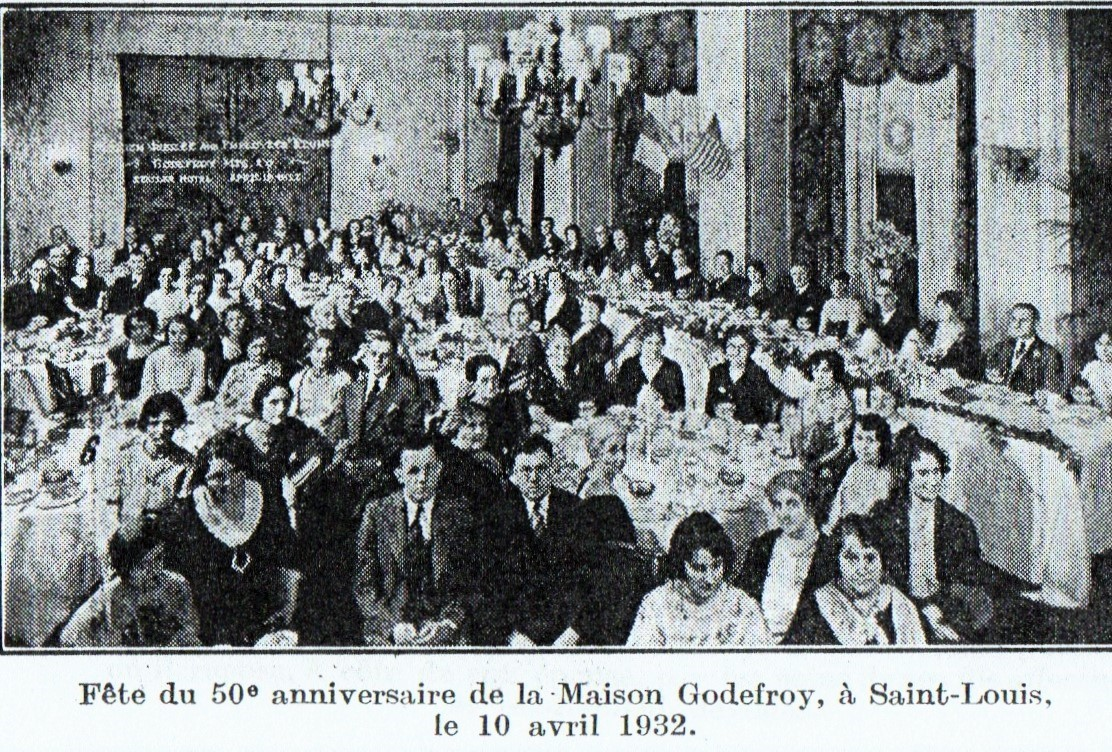

Vers la fin de 1879, Alexandre Godefroy quitte la France pour les États-Unis, d'abord à New York, puis en 1880 il s’installe à Chicago  comme contremaître dans une usine de postiches en gros. En 1862, il s’établit à Saint-Louis dans le Missouri, ville alors en plein développement, comme coiffeur français, posticheur, parfumeur, teinturier capillaire, où il crée plusieurs succursales. En 1876, à 24 ans, il crée un établissement de coiffure parfumeur à Mexico.
Après s’être retiré des affaires, il consacrera une grande activité à ses inventions et à ses voyages et séjours incessants dans toutes les Amériques ainsi qu’en Europe et en Afrique, il consacre également beaucoup de temps à la rédaction de ses mémoires destinées à ses jeunes confrères. 

### Vie privée
En 1880, à Chicago, Alexandre Ferdinand Godefroy se marie avec la fille d’un colon français. Cette jeune femme décédera trois mois plus tard. En secondes noces, le 18 septembre 1882, il épouse Elizabeth Jan Date originaire d’Angleterre. De cette union naîtront cinq enfants. Adolphe Ferdinand, Charles, Webb, Edom Herbert, Clovis et Azeline. 

### Publication
Alexandre Ferdinand Godefroy, à la fin de sa vie, rédige ses mémoires. Livre témoin d’une vie pleinement dévouée à son métier premier, la coiffure. Dans son récit, il fait l’inventaire de toutes ses recherches en mécanique, en électricité, en chimie, dans l'aéronautique...). Il brosse un portrait précis sur le bilan familial. Dans de multiples domaines, A. F. Godefroy fut précurseur, voire visionnaire. Dans la rédaction de son œuvre abondamment illustrée, il n’a de cesse d’améliorer, perfectionner et de créer dans le seul but de rendre plus facile la vie de ses collaborateurs et concitoyens.

## Inventions

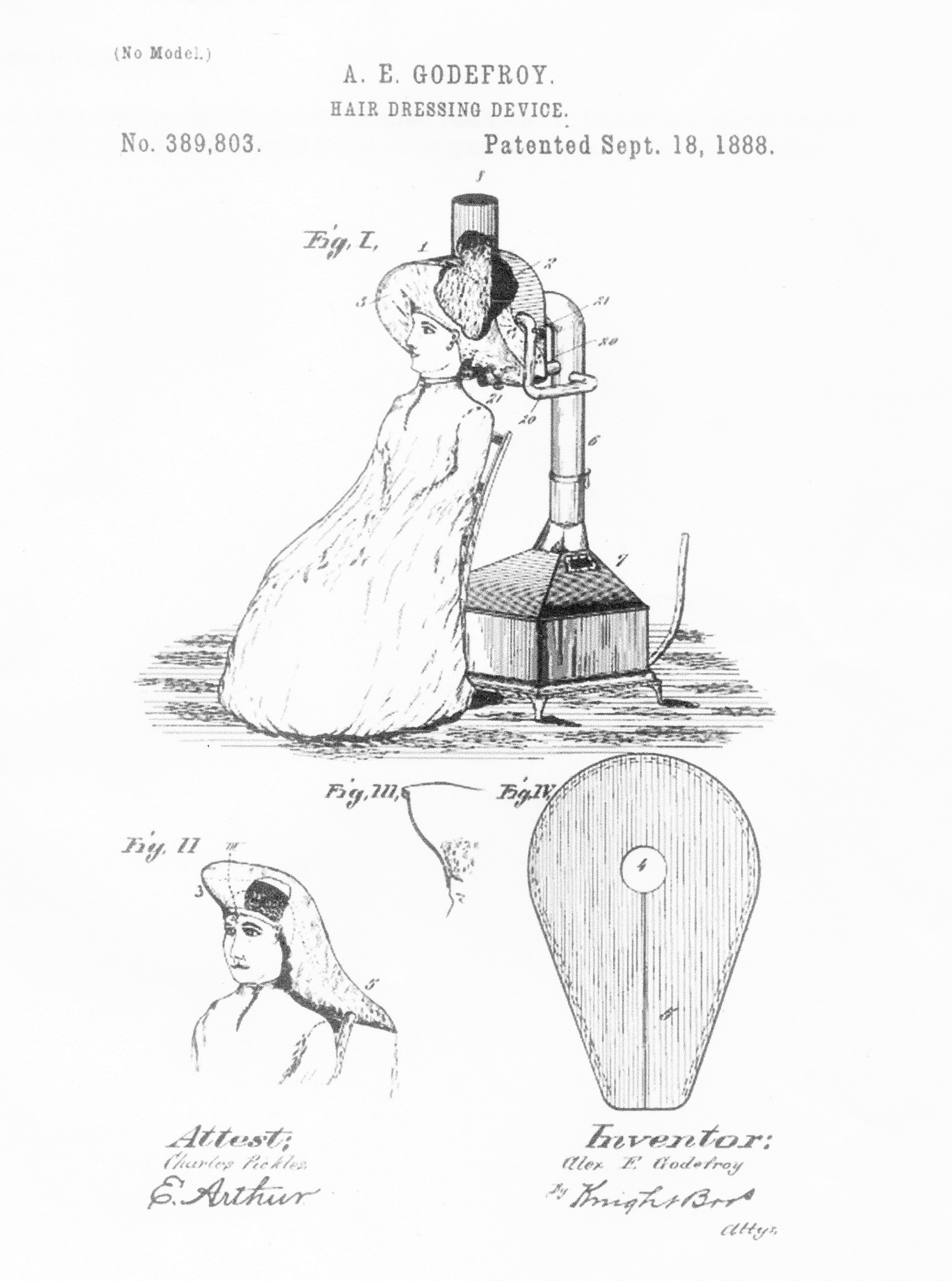
Premier séchoir à pieds et à gaz de ville, et modèle de la première cuvette pour shampooing.

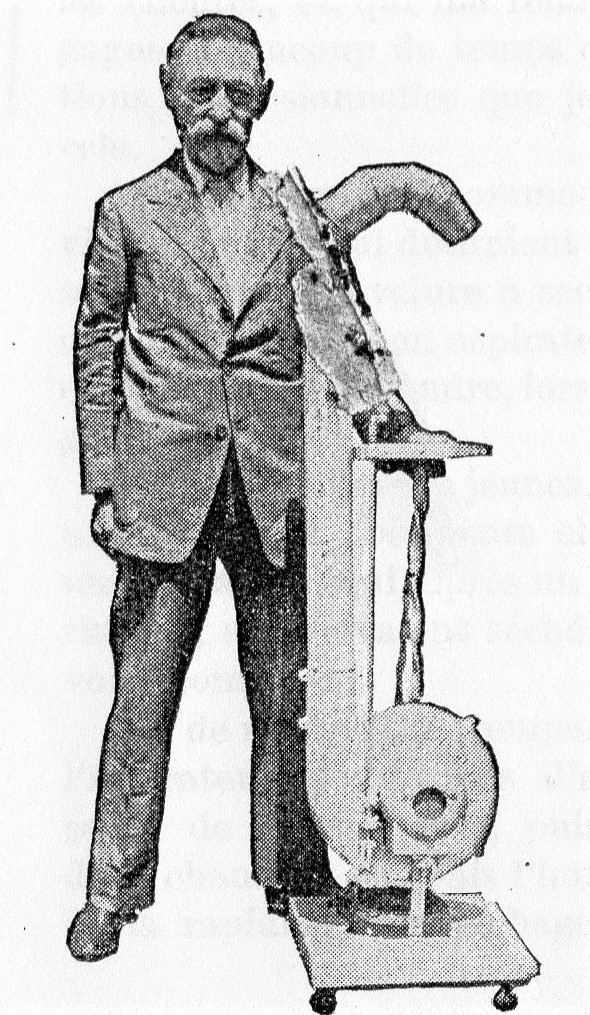
Premier séchoir électrique à trompe et à pied construit par A. F. Godefroy en 1895

Alexandre Ferdinand Godefroy, tout au long de sa vie, fut un infatigable professionnel, propriétaire aux États-Unis d’une compagnie de salons de coiffure parfumeurs posticheurs, mais également reconnu comme un inventeur doué, excellent dans d’innombrables données (électricité, appareils pour la coiffure, télévision, aéronautique, chimie, chemins de fer, aviation, produits de beauté, produits territoriaux). 

### Séchoir pour cheveux
En 1888, il invente le premier modèle à pied de séchoir pour chevelure, fonctionnant au gaz de ville. Il s’agit d’une petite révolution dans le monde des salons de coiffure.
Sur ce même brevet figure une autre invention qui est le dessin de la représentation de la toute première cuvette « lave-tête » de l’histoire de la coiffure. Un second brevet fut déposé par Alexandre Godefroy en 1894 reprenant les bases du premier brevet avec une amélioration dans sa construction en y incluant un système de douchette pour un lavage des cheveux sans manipulation.
En 1892, il invente le tout premier séchoir à mains qu’il appelle : « L’Ambrio ». Cet appareil pratique pour sécher la chevelure de ses clientes fit rapidement le tour du monde.
Trois ans après cette invention en 1895, il perfectionne son séchoir et met au point son premier séchoir électrique à pied qui créa une petite révolution dans la profession de coiffeur, mais aussi médicale.
En 1897, l'Emerson Electric Company fabrique et commercialise ce séchoir électrique sur pied sous le nom de The Emerson electric. Mfg. C°.

### Coloration capillaire
En 1882, Alexandre-Ferdinand Godefroy consacre plusieurs années à faire des recherches appliquées sur un nouveau produit chimique, la paraphénylènediamine. Par ces travaux, il est convaincu de détenir la clé de la parfaite coloration des cheveux. Il met au point une charte des différents tons de couleurs, allant du  clair au foncé et crée une marque : « La Rieuse » c’est à cette même époque qu’il décide avec l’aval du corps médical de pratiquer la touche d’essai dans le creux du bras. Cette touche d’essai fut vulgarisée aux États-Unis et rendue obligatoire en France en 1951.

### Fer à friser électrique

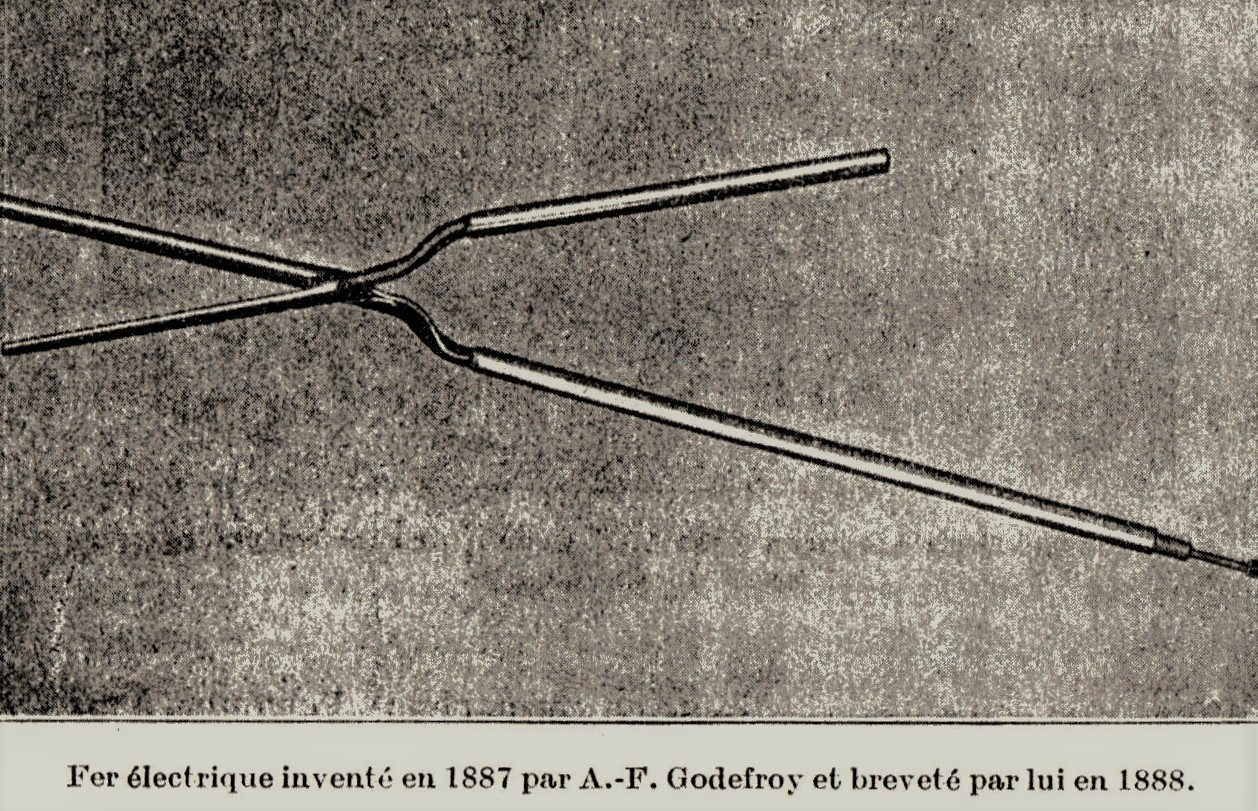

En 1885, l’électricité était peu connue dans les salons de coiffure. Godefroy eut l’idée de faire rougir un fil métallique et d’y déposer le fer à friser pour le chauffer.
En 1887 partit du besoin de simplification de son procédé, il développe sa première idée en incorporant une résistance dans l’intérieur du tube du fer frisé. Ce jour-là, le fer à friser électrique était né. A.-F. Godefroy déposa un brevet en 1888.

### Pistolet à peindre
En 1883, il met au point le tout premier pistolet à teindre : un système muni de deux flacons, l’un pour la couleur, l’autre pour le réactif, le tout relié à un tube actionné au pied par un soufflet. Son innovation donna l’idée plus tard des machines à peindre. Lorsqu’il écrit ses mémoires, il constate que sa machine à peindre s’est améliorée et a permis de se diffuser dans tous les pays, sous le nom de « pistolet et autres machines à projeter les vernis. »

### Télévision

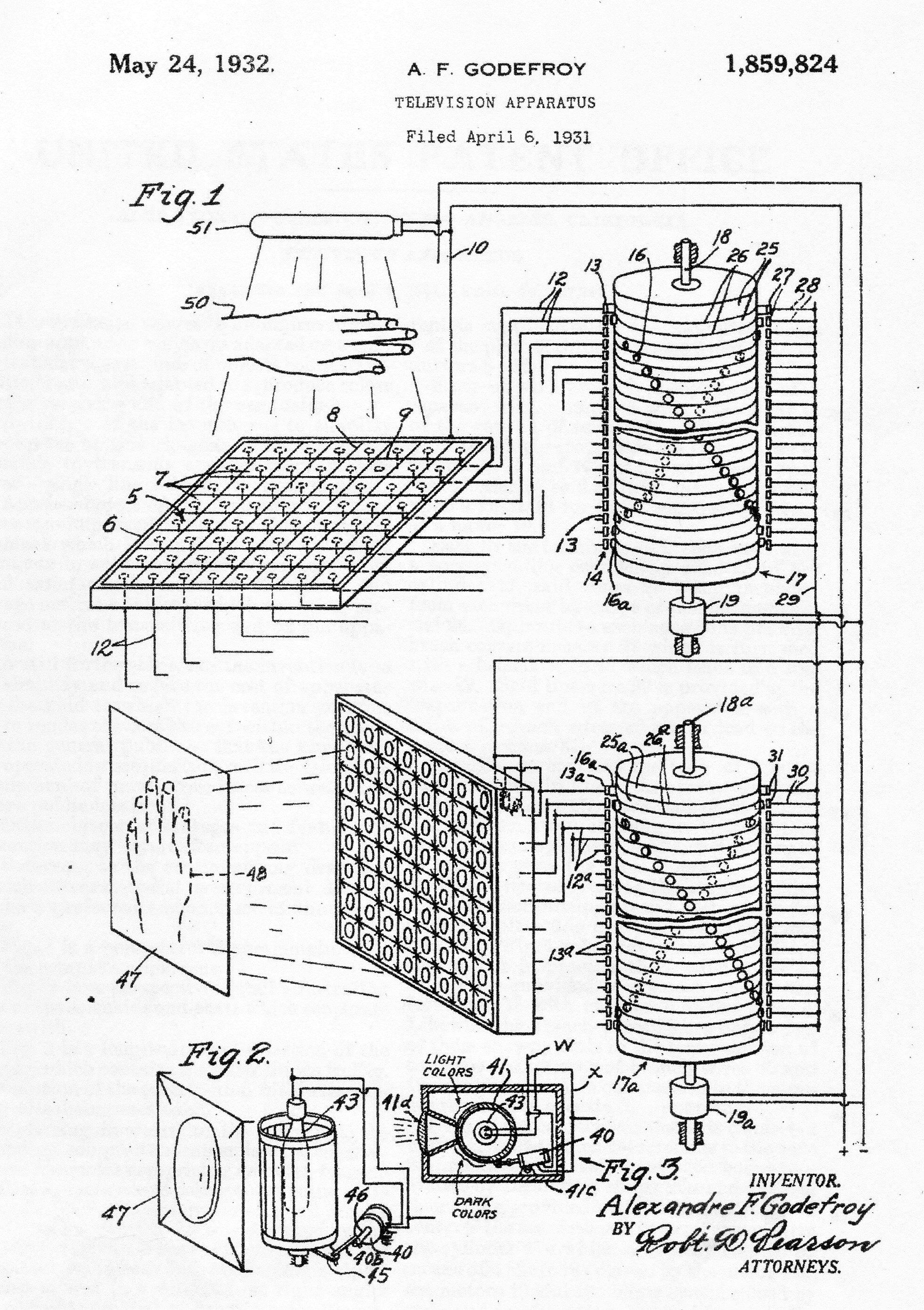
Modèle de brevet d'un appareil de télévision de 1931, inventés par A..F. Godefroy.

Alexandre Godefroy, pendant de nombreuses années, travaille à la mise au point une machine électrique pour projeter des silhouettes à distance avec l’idée de voir des fractures d’os. Il perfectionna inlassablement ce qu’il appelle sa télévision et obtint la possibilité d’envoyer des couleurs et des silhouettes animées. Le 6 avril 1931, il dépose un brevet à Los Angeles qu’il nomme « télévision appareil ». Dans le descriptif, cette machine permet de transmettre une image en technicolor des contours d’objets de manière satisfaisante.

### Ballon aérostat

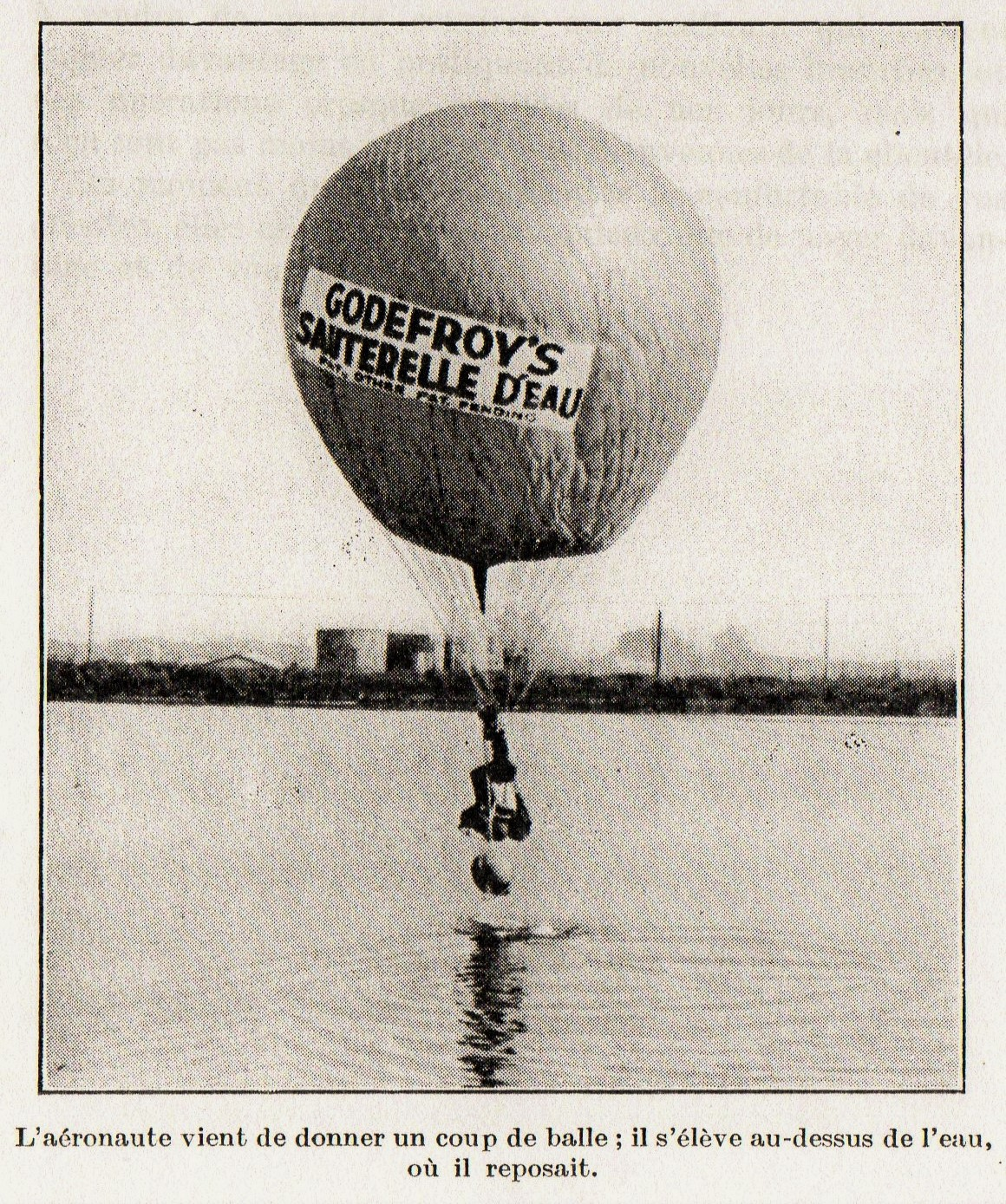

Alexandre-Ferdinand Godefroy, invente ce qu’il appelle le ballon gonflé au gaz, qu’il baptise « la sauterelle d’eau ». Pour cette invention, il dispose deux brevets ; l’un en 1930, l’autre en 1931. Son idée est de faire un petit aérostat de forme sphérique, dont la vocation serait sportive. Dans ses brevets, il le nomme « appareil de sport par le saut. » Ce ballon sportif n’a pas la vocation d’aller haut dans le ciel, mais de rester suffisamment équilibré pour que l’homme assis puisse donner une impulsion pour que le ballon ainsi propulsé prenne de la hauteur et redescende en ayant parcouru plusieurs centaines de mètres au-dessus des lacs, rivières, campagnes, et même vallons.

### Chimie
En août 1918, il met au point une invention aux conséquences inimaginables. Il soumet au gouvernement américain un projet insensé : paralyser les villes, les forts et les champs de bataille, à l’aide de gaz empoisonnants liquéfiés. Ces gaz mélangés à l’eau, soumis à très basse température seraient transformés en glace ; une couche de glace pure recouvrirait celle du gaz empoisonné. Ce gaz solidifié serait envoyé de la nacelle d’un aérostat sur le champ de bataille. Cette invention  fut fabriquée et expérimentée à Washington.

### Moteur électrique
Alexandre-Ferdinand Godefroy s'interroge sur le fait que, l’aimant ayant été inventé un siècle auparavant, personne avant lui n’a pensé se servir de sa force attractive pour faire tourner, dans un cylindre dont les parois sont recouvertes d’une bobine, un axe muni de deux ou quatre ailettes. La force attractive créée par l’aimant et le courant électrique font d’après ses constatations jusqu’à 50 révolutions à chaque contact électrique. Un premier moteur électrique a été déposé en 1922 par un brevet sous le nom de Solenoid Motor puis un second brevet déposé en 1927 sous le nom Electric Motor.

### Chemins de fer

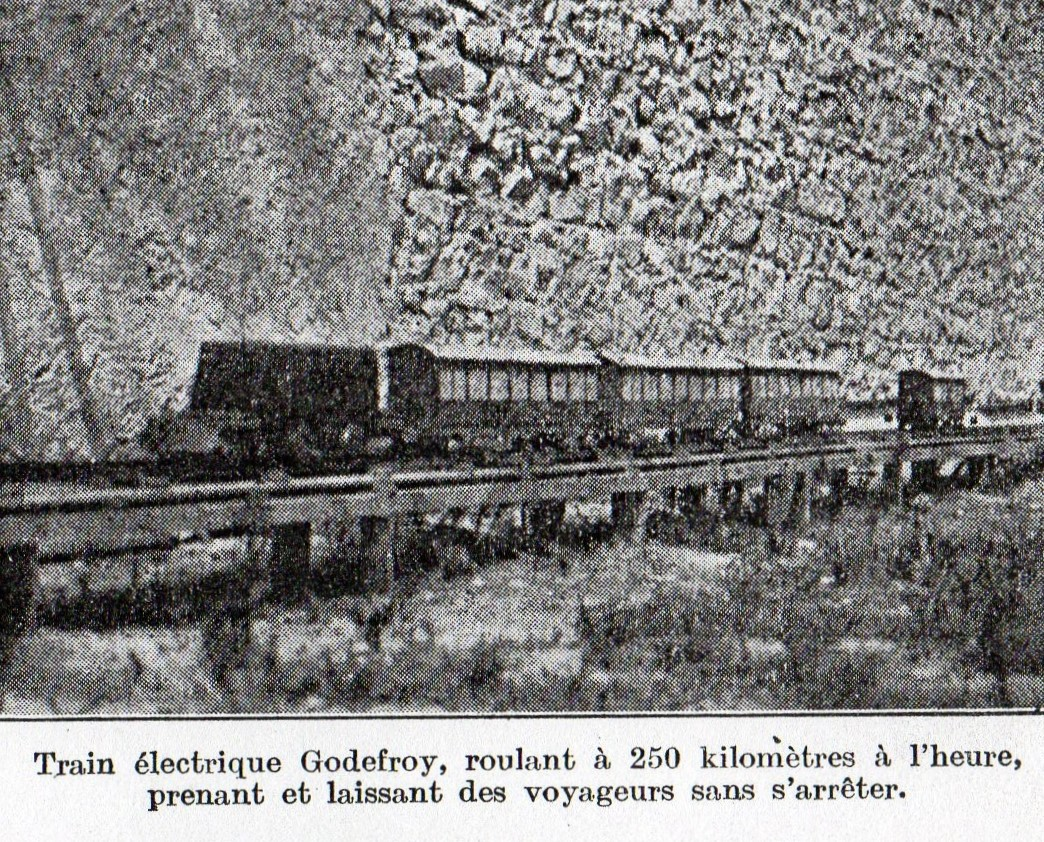

En 1889, il a l’idée d’inventer un train où le voyageur pourrait monter et descendre sans que celui-ci s’arrête. Il fit d’abord rouler un train-maquette à 250 km à l’heure, puis à Saint-Louis, pour une exposition, il construisit un modèle expérimental pouvant prendre six voyageurs ; le circuit faisait 1 km. Son modèle fut copié en Angleterre où des 125 express fonctionnèrent selon son procédé. Pour son brevet, il reçoit une lettre signée : T.M. Jenkins, directeur général de la ligne de Saint-Louis en banlieue États-Unis.